# Galia Aquitania
La provincia romana de Galia Aquitania (en latín Gallia Aquitania), también conocida como Aquitania, era una provincia del Imperio romano que, a grandes rasgos, coincidía con el suroeste y parte del centro de la moderna Francia. Su capital provincial fue primero Mediolanum Santonum, la actual Saintes y, a partir del siglo III, Burdigala (Burdeos). Sus límites naturales son el río Liger (Loira) al norte y nordeste, los Pirineos al sur y el océano Atlántico al oeste. 
Administrativamente, la provincia limitaba al sur con la Hispania Citerior, al este con la Galia Narbonensis y al norte con la Galia Lugdunensis.

## Historia

El Imperio romano en el tiempo de Adriano (117-138), mostrando, la Galia, la provincia imperial de Gallia Aquitania (Aquitania).

Gallia Aquitania, junto con Gallia Lugdunensis y Gallia Belgica, fue una de las tres provincias creadas por Augusto en el año 27 a. C. con el fin de administrar los territorios de la anteriormente llamada Galia Comata, que había sido conquistada por Julio César entre los años 58 y 51 a. C. Más tarde, los romanos la extendieron hasta el río Loira. 
En su origen, Aquitania era el país comprendido entre el Garona, los Pirineos y el océano Atlántico (golfo de Vizcaya o de Gascuña). La conquista comenzó con la exitosa campaña de Publio Licinio Craso (hijo del triunviro Craso). La conquista del resto del territorio se efectuaría en el 56 a. C., durante la guerra entre Julio Cesar y la alianza de Vercingétorix. Tras la conquista, los aristócratas que se aliaron a Roma serían recompensados con puestos en el senado.
Finalmente, bajo el sistema de la tetrarquía, Galia Aquitania fue dividida en tres provincias menores:
- Aquitania Primera (Macizo Central y Berry),
- Aquitania Segunda (Burdeos, Charentes y Poitou)
- Novempopulania o Aquitania Tercera (la Aquitania original, después conocida como Gascuña).

A principios del siglo V Aquitania Segunda y Novempopulania fueron ocupadas por los visigodos. Estos también se apropiarían de Aquitania Primera en el año 475. Pese a todo, la presencia germánica, poco numerosa y dispersa, no les impidió conservar el poder a los patricios galorromanos locales. En este contexto, la Aquitania mantuvo estrechas relaciones con el reino visigodo de España. Finalmente, la Aquitania visigoda fue anexada al Reino de los Francos en el siglo VI.

## Ciudades principales
- Burdigala (Burdeos)
- Vesuna (Périgueux)
- Mediolanum Santonum (Saintes)
- Limonum (Poitiers)
- Avaricum (Bourges)
- Augustonemetum (Clermont-Ferrand)
- Aginnum (Agen)
- Augustoritum (Limoges)
- Augusta Auscorum (Auch)
- Aquis Tarbellicis (Dax)

## Tribus de Aquitania
Catorce tribus Celtas y veinte Aquitanian las tribus ocuparon las partes del norte de los Pirineos y, del país del Cemmenus al océano, acotado por dos ríos: el Garumna (Garonne) y el Liger (Loire). Las tribus importantes están listadas al final de esta sección. había más de veinte tribus de Aquitani, pero eran pequeños y careciendo de en repute; la mayoría de las tribus vivió a lo largo del océano, mientras el otros lograron arriba al interior y a las cumbres del Cemmenus Montañas, según lo que el Tectosages.
El nombre Gallia Comata era a menudo utilizado para designar las tres provincias de más Lejanos Gaul, respectivamente Gallia Lugdunensis, Gallia Belgica, y Aquitania, literalmente significando "mucho tiempo con el pelo largo Gaul", cuando opposed a Gallia Bracata " Gaul", un plazo derivado de bracae ("breeches", el traje nativo de los bárbaros "del norte") para Gallia Narbonensis.
La mayoría de la costa del Atlántico del Aquitani era arenoso y delgado sucio; crezca mijo, pero era inproductivo con respetar a otros productos. A lo largo de esta costa era también el golfo aguantado por el Tarbelli; en su tierra, las minas de oro eran abundantes. Las grandes cantidades de oro podrían ser minadas con un mínimo de refinamiento. El interior y el país montañoso en esta región tuvo tierra mejor. El Petrocorii y el Bituriges Cubi hubo buenos trabajos con el hierro; el Cadurci tuvo fábricas de lino; el Ruteni y el Gabales tuvo minas de plata. [La cita necesitada]
Según Strabo, el Aquitani era unas personas ricas. Luerius, el Rey del Arverni y el padre de Bituitus quién warred en contra Maximus Aemilianus y Dometius, está dicho a ha sido tan exceptionally rico y extravagante que una vez monte en un transporte a través de una llanura, esparciendo oro y monedas de plata aquí y allá.
Los romanos llamados los grupos tribales pagi. Estos estuvieron organizados a más grandes super grupos tribales que los romanos llamaron civitates. Estas agrupaciones administrativas eran más tarde tomadas encima por los romanos en su sistema de control local.
Aquitania Estuvo habitado por las tribus siguientes: Agesinales, Ambilatri, Anagnutes, Arverni, Ausci, Autobroges, Basabocates, Belendi, Bercorates, Bergerri, Bipedimui, Cadurci, Cambolectri, Camponi, Cocossati, Consoranni, Cubi, Elui|, Elusates, Gabales, Latusates, Lemovices, Mandubii, Monesi, Nitiobriges, Onobrisates, Osquidates, Osquidiales, Petrocorii, Petrogoti, Pictones, Ruteni, Ruthenes, Santoni, Sassumini, Sediboniates, Sennates, Sibyllates, Sottiates, Succasses, Tarbelli, Tolosanes, Uliarus, Vassei, Vellates, Vellavii, Venami, Veneti (Veneticæ), Vibisci, Vornates.

## Economía
Una de las rutas del estaño de Cornualles, Britannia, pasaba por Aquitania. Tras superar Armórica, este producto era trasladado por la calzada romana conocida como Vía Aquitania, de Burdeos a Tolosa y Narbona. 
Los romanos introdujeron la vid en la provincia y llevaron artesanos ceramistas de Arezzo, que se establecieron en Condatomagos (La Graufesenque) y Lusonum (Lezoux). Esta producción alcanzó niveles casi industriales y se distribuyó en la mayor parte de las provincias occidentales del Imperio.

## Célebres galorromanos de Aquitania
- Tétrico I, emperador del Imperio Galo del 268 al 273,
- Ausonio, poeta,
- Avito, emperador del 456 al 457,
- Sidonio Apolinar.